# Fiumara (Barletta)
Fiumara è una frazione del comune di Barletta in provincia di Barletta-Andria-Trani, situata 10 km a nord-ovest della centro cittadino, sulla riva destra alla foce del fiume Ofanto.

## Geografia fisica
Il centro abitato è sito a 5 metri sul livello del mare. Oggi il complesso residenziale conta 50 residenti.
La zona è ubicata nelle immediate vicinanze della foce dell'Ofanto che ha acquisito notevole importanza ambientale per la presenza ittico faunistica di specie di pregio presenti nel territorio circostante. Nelle vicinanze vi si può ancora trovare una torre cinquecentesca di avvistamento, ormai diroccata, risalente al 1568.
Il villaggio è diviso in viali lungo i quali si distribuiscono un centinaio di villette monofamiliari. Al centro vi è una piazza e in fondo al viale principale ci si affaccia sul lungomare, che è stato più volte bonificato e rinforzato, con il posizionamento di rocce e ciottoli lungo la spiaggia, per far fronte al problema dell'erosione. Negli ultimi anni, comunque, il mare pian piano sta restituendo alla piccola spiaggia la sabbia erosa in passato.

## Storia
È un complesso residenziale che si trova tra Barletta e Margherita di Savoia, costruito negli anni settanta a spese di una ormai scomparsa e pregiata zona umida. Si popola durante il weekend ed il periodo estivo e diventa un centro turistico balneare. Oggi il complesso residenziale conta 50 residenti.

## Torre Ofanto

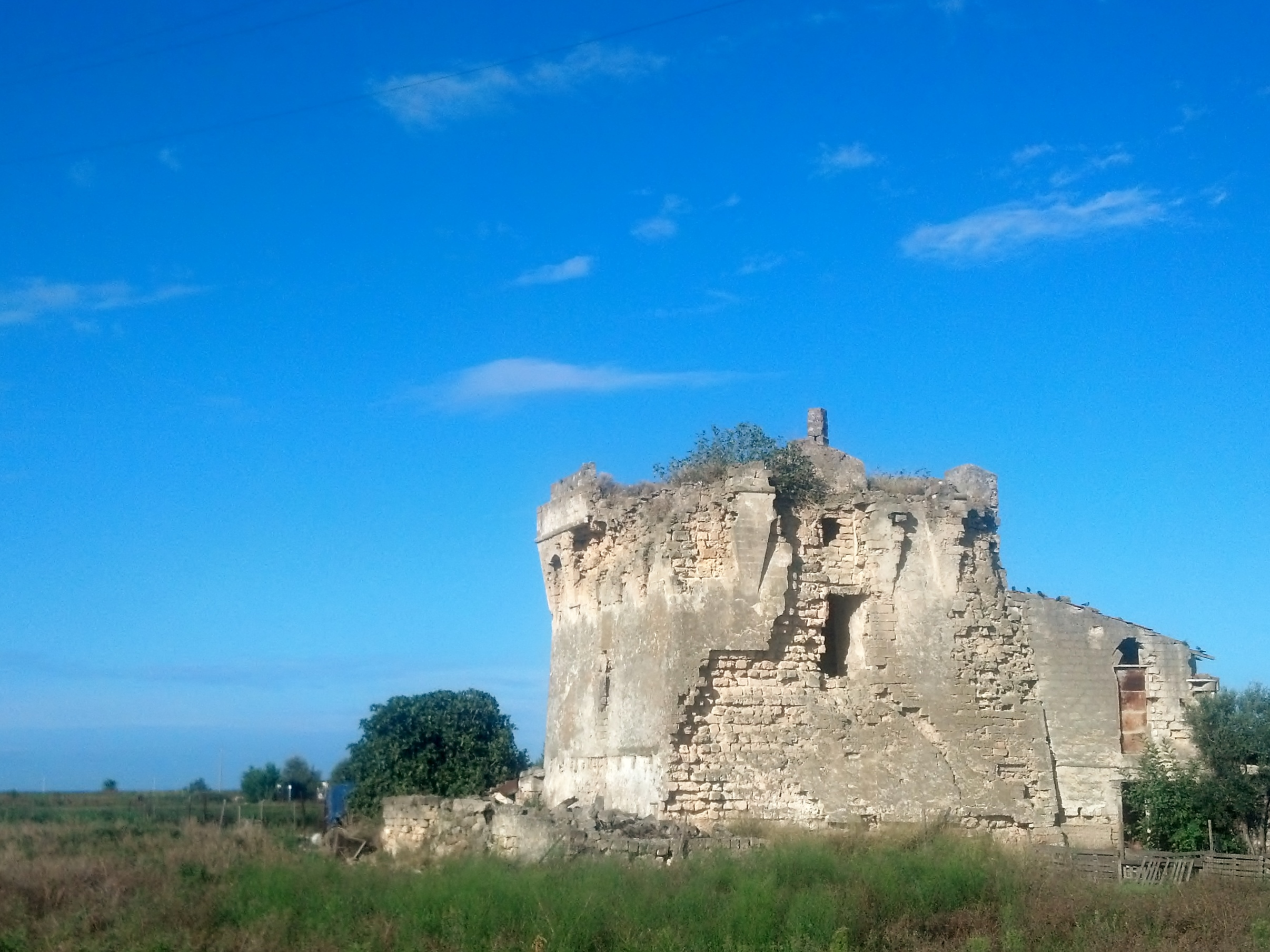
Torre Ofanto

Torre Ofanto è una torre costiera di avvistamento situata a circa un chilometro dal mare e cinquecento metri della foce dell'omonimo fiume, nei pressi della Fiumara. Fu costruita nel 1568 a spese del governo di Napoli e dell'università di Barletta. Faceva parte del sistema di difesa costiero contro le incursioni navali costruito nel Regno di Napoli tra il XVI e il XVII secolo. Tale sistema era costituito da numerose torri, distribuite lungo la costa, costruite in modo tale che da ciascuna torre fosse possibile scorgere le due adiacenti. Le torri, oltre a permettere un tempestivo avvistamento delle navi nemiche provenienti dal mare, fungevano da primo baluardo difensivo (ciascuna torre era dotata di una piccola guarnigione) e costituivano un efficace apparato per comunicare velocemente informazioni di vitale importanza, tramite segnali di fumo e bandiere colorate.
Torre Ofanto è caratterizzata da una pianta quadrata con base tronco-piramidale, e presenta cinque caditoie per lato e piccole aperture a feritoia su due facciate. L'accesso originario al piano superiore era costituito da una scala detraibile in caso di attacco; in seguito furono costruite due scalinate, non più esistenti. L'edificio, nello stato attuale si presenta in uno stato di grave degrado causato dalla totale assenza di manutenzione. Le caditoie sono in gran parte crollate mentre le rimanenti sono pericolanti; il rivestimento esterno dei paramenti murari, costituito da conci di tufo risulta in più punti asportato ed eroso.